# Louisburg Square
Louisburg Square est un parc du quartier de Beacon Hill à Boston. Le quartier est réputé pour son architecture de style fédéral. Il comporte de nombreuses maisons en briques construites par le célèbre architecte bostonien Charles Bulfinch. Ce dernier ramena de son voyage en Europe les conceptions architecturales anglaises qu'il voulut adapter en Amérique : le Louisburg Square (1826-1840) imite un square résidentiel londonien. Les plus belles se concentrent sur Mount Vernon Street et ont été construites au début du XIXe siècle. La chapelle du couvent de Sainte-Marguerite (St. Margaret's Convent) a été édifiée en 1882 sur les plans d'Henry Vaughan. Le quartier est l'un des plus chics de Boston : John Kerry y tient une propriété. Au XIXe siècle, les grands bourgeois de la ville et plusieurs personnalités y habitaient : William Dean Howells ou encore la famille Alcotts, Louisa May Alcott.